# Sharon Mesmer
Sharon Mesmer (* 5. Dezember 1960 in Chicago, Illinois, USA) ist eine US-amerikanische Dichterin des ausgehenden 20. und des beginnenden 21. Jahrhunderts.

## Leben
Mesmer ging 1988 nach New York City und lebt seit dieser Zeit an der Ostküste der USA. Sie unterrichtet an der New York University und an der New Yorker New School das Fach Creative Writing.
Mesmer wird zu den Vertretern der Flarf-Dichtung gezählt.

## Auszeichnungen und Preise
- MacArthur Fellowship des Brooklyn College in den 1980er Jahren
- Zweimaliger Fellow der New York Foundation of the Arts in der Sparte Dichtung

## Veröffentlichungen
Poesie
- 1997: Crossing Second Avenue. ABJ Books, Japan.
- 1998: Half Angel, Half Lunch. HArd Press.
- 2006: Vertigo Seeks Affinities. Belladonna Books.
- 2008: Annoying Diabetic Bitch. Combo Books.
- 2008: The Virgin Formica. Hanging Loose Press, Brooklyn, New York City, USA, ISBN 978-1-931236-92-8.

Fiction
- 2000: The Empty Quarter. Hanging Loose Press, Brooklyn, New York City, USA.
- 2005: In Ordinary Time. Hanging Loose Press, Brooklyn, New York City, USA, ISBN 1-931236-47-X.
- 2005: Ma Vie a Yonago. Hachette Litteratures, Frankreich.